# Gefrituurde Marsreep
Een gefrituurde Marsreep (Engels: battered Mars bar, deep fried Mars bar) is een gewone marsreep (een candybar) die is gefrituurd in een beslaglaagje. Deze snack werd voor het eerst verkocht in Schotland, midden jaren 1990. De snack staat inmiddels model voor het ongezonde voedingspatroon van (relatief) veel Schotten. Bij onderzoek in 2004 bleek rond de 20% van de Schotse fish-and-chipswinkels deze specialiteit in het assortiment te hebben.